# Bój pod Emilianowem

Bitwa nad Bzurą – 16 września 1939

Bój pod Emilianowem – wrześniowe walki polskiej 14 Dywizji Piechoty z wojskami III Rzeszy; epizod bitwy nad Bzurą (III faza).

## Sytuacja ogólna
W dniach 13–15 września Armia „Pomorze” przeprowadziła natarcie na Skierniewice i Łowicz, a pod jego osłoną w kierunku Warszawy przegrupowały się pozostałe siły Grupy Armii gen. Tadeusza Kutrzeby. Fiasko polskiego natarcia i odwrót całości Armii „Pomorze" na lewy brzeg Bzury spowodowały zacieśnianie się wokół zgrupowania polskich armii pierścienia okrążenia realizowanego przez siedemnaście niemieckich dywizji. 16 września Polacy rozpoczęli przebijanie się z powstałego kotła.

## Przebieg działań
16 września maszerujące ku dolnej Bzurze oddziały 14 Dywizji Piechoty gen. Franciszka Włada natknęły się pod Emilianowem na niemiecką 19 Dywizję Piechoty. Bataliony III i II/57 pułku piechoty uderzyły na miejscowość bronioną przez niemiecki III/74 pułku piechoty mjr. Wilhelma Germerdonka i początkowo uchwyciły przedmieścia Emilianowa. Powstrzymane zostały jednak gęstym ogniem artylerii i karabinów maszynowych. Kiedy przygotowywano kolejny atak, około 10.30 na pozycje polskie uderzyły czołgi II/1 pułku pancernego z 1 Dywizji Pancernej, które przeprawiły się przez Bzurę w okolicach Kozłowa Szlacheckiego i Biskupiego. Na prawo uderzyła 5 kompania kapitana Franza Vecernika, natomiast 7 kompania kapitana Ernsta Bolbrinkera na lewo. Atak niemiecki trafił w lukę pomiędzy 55 pułkiem piechoty a 57 pułkiem piechoty, zmiótł lewe skrzydło idącego do natarcia na Emilianów 57 pułku piechoty i rozbił III/57 pp mjr. Józefa Kępińskiego. Następnie czołgi niemieckie przejechały przez stanowiska ogniowe II/14 pułku artylerii lekkiej i 14 dywizjonu artylerii ciężkiej. Skuteczny opór stawiała tylko 9 kompania i II/57 pułku piechoty, które wspólnie z nadciągającym 58 pułkiem piechoty odparły część atakujących czołgów.
Gros niemieckiego batalionu pancernego kontynuowała natarcie. Dołączyła do niego 2/2 pułku pancernego oraz 4/1 batalionu motocyklistów. Pod Kiernozią grupa ta, pozbawiona wsparcia własnej piechoty, została powstrzymana, ponosząc znaczne straty. Pod Szwarocinem został zatrzymany niemiecki oddział rajdowy 2 pułku pancernego. Wysforowana do przodu 6 kompania kpt. Tiedego poniosła duże straty w walce z polskim II/55 pp mjr. Stanisława Sosienia i wspierającym go I/14 pal mjr. Jana Kowalskiego.
Po walkach jednostki polskie zatrzymały się pod dworem Jeziorko, a odizolowane od piechoty niemieckie zgrupowanie pancerne na okres nocy sformowało tzw. jeża i, ostrzeliwane przez polską artylerię, oczekiwało nadejścia dnia. Tymczasem oddziały polskie mogły kontynuować odwrót.

## Wojska
| Pułki                                  | Dowódcy                     |
| -------------------------------------- | --------------------------- |
| 55 Poznański pułk piechoty             | płk Władysław Wiecierzyński |
| 57 pułk Piechoty Wielkopolskiej        | ppłk dypl. Tomasz Rybotycki |
| 58 pułk piechoty                       | ppłk Stanisław Tomiak       |
| 14 Wielkopolski pułk artylerii lekkiej |                             |
| 14 dywizjon artylerii ciężkiej         | mjr Eugeniusz Szary         |

| Dywizje             | Dowódcy                |
| ------------------- | ---------------------- |
| 19 Dywizja Piechoty | gen. Günther Schwantes |